# والس (کالیفرنیا)
والس (به انگلیسی: Wallace) یک منطقهٔ مسکونی در ایالات متحده آمریکا است که در شهرستان کالاوراس، کالیفرنیا واقع شده‌است. والس ۱۱٫۴۲۹ کیلومتر مربع مساحت و ۴۰۳ نفر جمعیت دارد و ۵۹ متر بالاتر از سطح دریا واقع شده‌است.